# 칭슈구

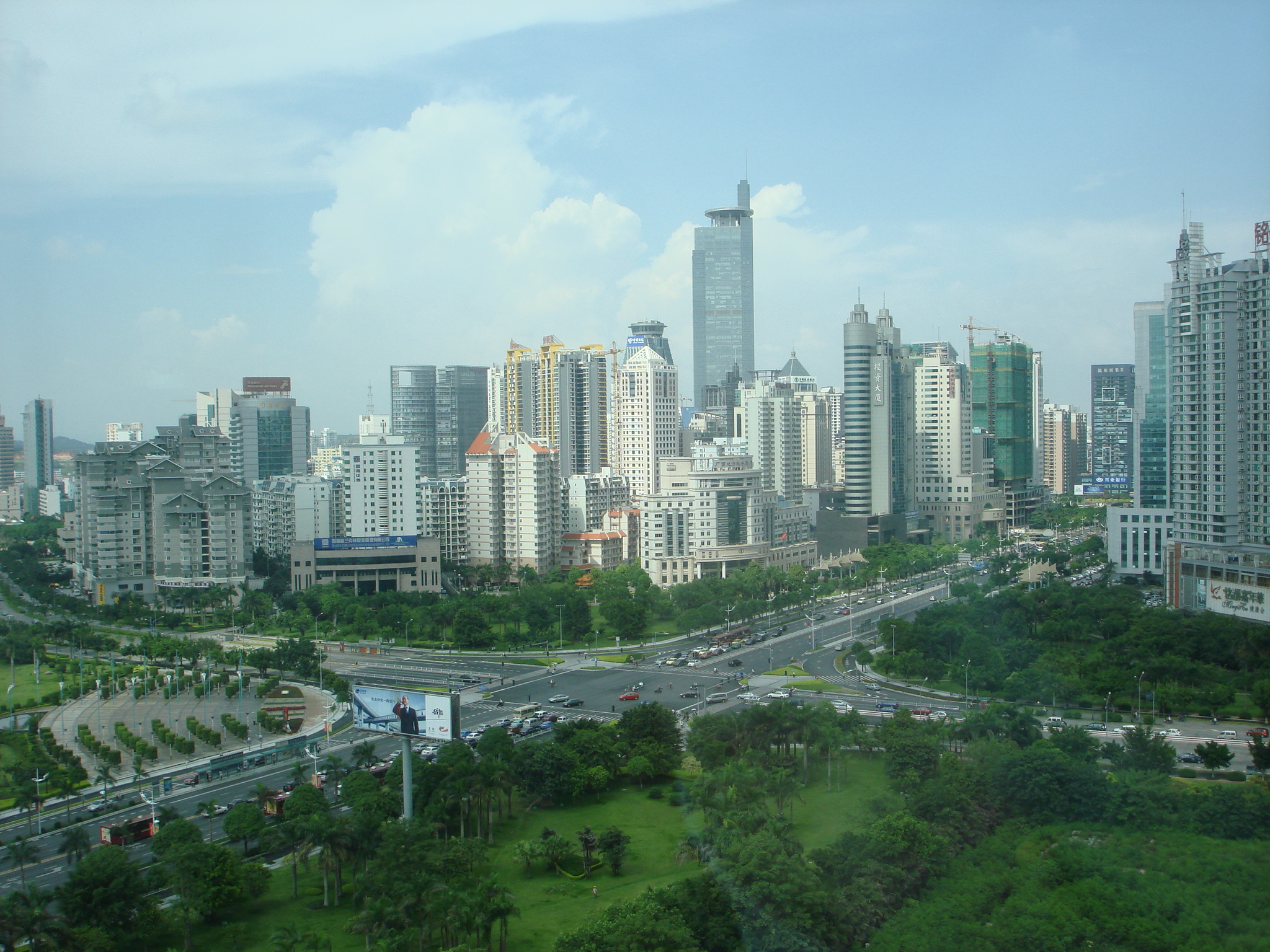

칭슈구(한국어: 청수구, 중국어: 青秀区, 병음: Qīngxiù Qū)는 중국 광시 좡족 자치구 난닝시의 현급 행정구역이다. 넓이는 872km2이고, 인구는 2007년 기준으로 550,000명이다.

## 행정 구역
5개 가도, 4개 진을 관할한다.
- 가도: 新竹街道, 中山街道, 建政街道, 南湖街道, 津头街道.
- 진: 刘圩镇, 南阳镇, 伶俐镇, 长塘镇.